# Thierry Béthys
Pas d'image ? Cliquez ici
Thierry Bethys, né le 7 juillet 1971 à Challans (Vendée), est un pilote de motocross français

## Biographie
Thierry Bethys, est né le 7 juillet 1971 à Challans en Vendée.
Ses deux fils, Andy et Théo, suivent ses traces et participent à l'Enduropale 2020 et terminent, respectivement, à la 17e et 52e place. 

### Carrière professionnelle
Véritable touche à tout de la moto, il est le pilote polyvalent par excellence.
C'est ainsi qu'il est de nombreuses fois champion de France dans sa discipline d'origine, le motocross, obtenant comme meilleur résultat au niveau mondial une victoire en grand prix en 2003 pour le Grand-Prix de France qui se déroule à Ernée sur le Circuit Raymond Demy.
Il obtient également des titres de champion de France de supercross, avec en prime une 3edu Championnat du monde de Supercross 250 cm3 en 2000.
Son palmarès se complète de trois victoires lors de l'enduro du Touquet.
Il participe au Rallye Dakar, sa dernière apparition à cette épreuve est lors de l'édition 2017 au guidon d'une moto de marque Zongshen, le géant chinois.

### Reconversion
Thierry Bethys propose maintenant des stages de pilotage et a ouvert un atelier de préparation à Challans en Vendée (département).
Il est gérant de la société T.B. MOTOS, créée en 2003 et située à Challans.

### Palmarès
- 3e du Championnat du monde de Supercross 250 cm3 2000
- Enduro du Touquet, vainqueur en 2000, 2001, 2003
- 2e de l'enduro du Touquet 1998, 2001
- 1er au Shamrock Rallye en 2006
- 8e au Dakar 2007, 3e en 450 cm3

### Rallye Dakar
en moto
- 2006 : 18e
- 2007 : 8e
- 2009 : 23e
- 2011 : 24e
- 2012 : 21e
- 2017 : Abandon (étape 4)
- 2024 : 80e